# Markendorfer Graben
Der Markendorfer Graben ist ein Meliorationsgraben und orographisch rechter Zufluss der Nuthe auf der Gemarkung der Stadt Jüterbog im Landkreis Teltow-Fläming in Brandenburg. Der Graben beginnt südlich der Wohnbebauung von Fröhden, einem Ortsteil von Jüterbog. Er verläuft vorzugsweise in nördlicher Richtung durch den weiteren Jüterboger Ortsteil Markendorf und schwenkt anschließend in westliche Richtung. Von Süden fließt der Markendorfer Westgraben zu. Der Graben verläuft auf 3,5 km in nördlicher und schließlich erneut in östlicher Richtung. Von Süden fließt südwestlich des Jüterboger Ortsteils Werder der Graben am Hasenberg zu. Er schwenkt nach Norden, nimmt zwei dabei drei weitere, unbenannte Gräben auf und entwässert nordöstlich des Stadtzentrums in die Nuthe.